# Jankovský potok
Jankovský potok este o arie protejată (arie specială de conservare — SAC, sit de importanță comunitară — SCI) din Republica Cehă întinsă pe o suprafață de 128,27 ha, integral pe uscat.

## Localizare
Centrul sitului Jankovský potok este situat la coordonatele 49°29′07″N 15°21′13″E / 49.485278°N 15.353611°E.

## Înființare
Situl Jankovský potok a fost declarat sit de importanță comunitară în aprilie 2005 pentru a proteja 1 specie de animale. Situl a fost protejat și ca arie specială de conservare în mai 2015.

## Biodiversitate
Situată în ecoregiunea continentală, aria protejată nu include niciun habitat protejat.
La baza desemnării sitului se află o specie protejată de  mamifere: vidră de râu (Lutra lutra).